# Hans-Peter Durst

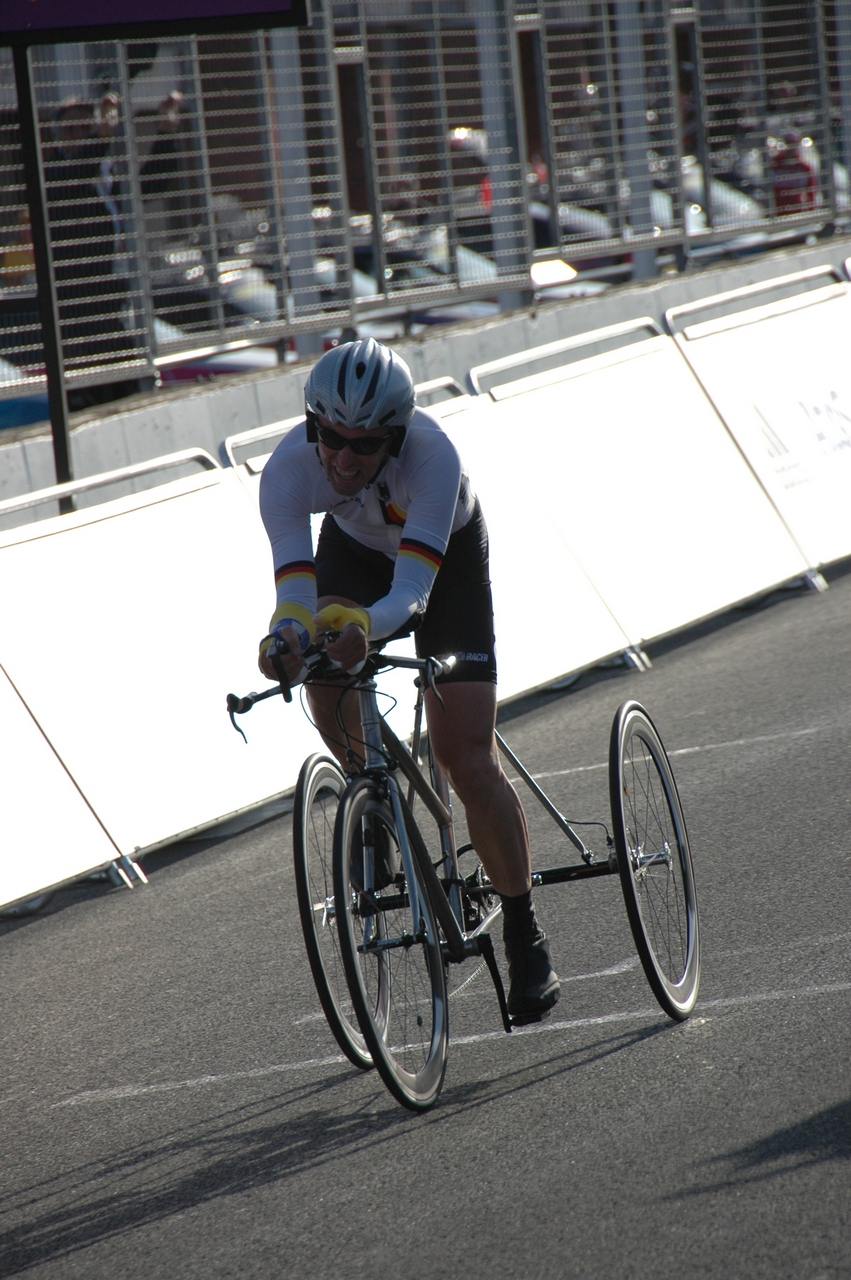
Zieleinfahrt London 2012

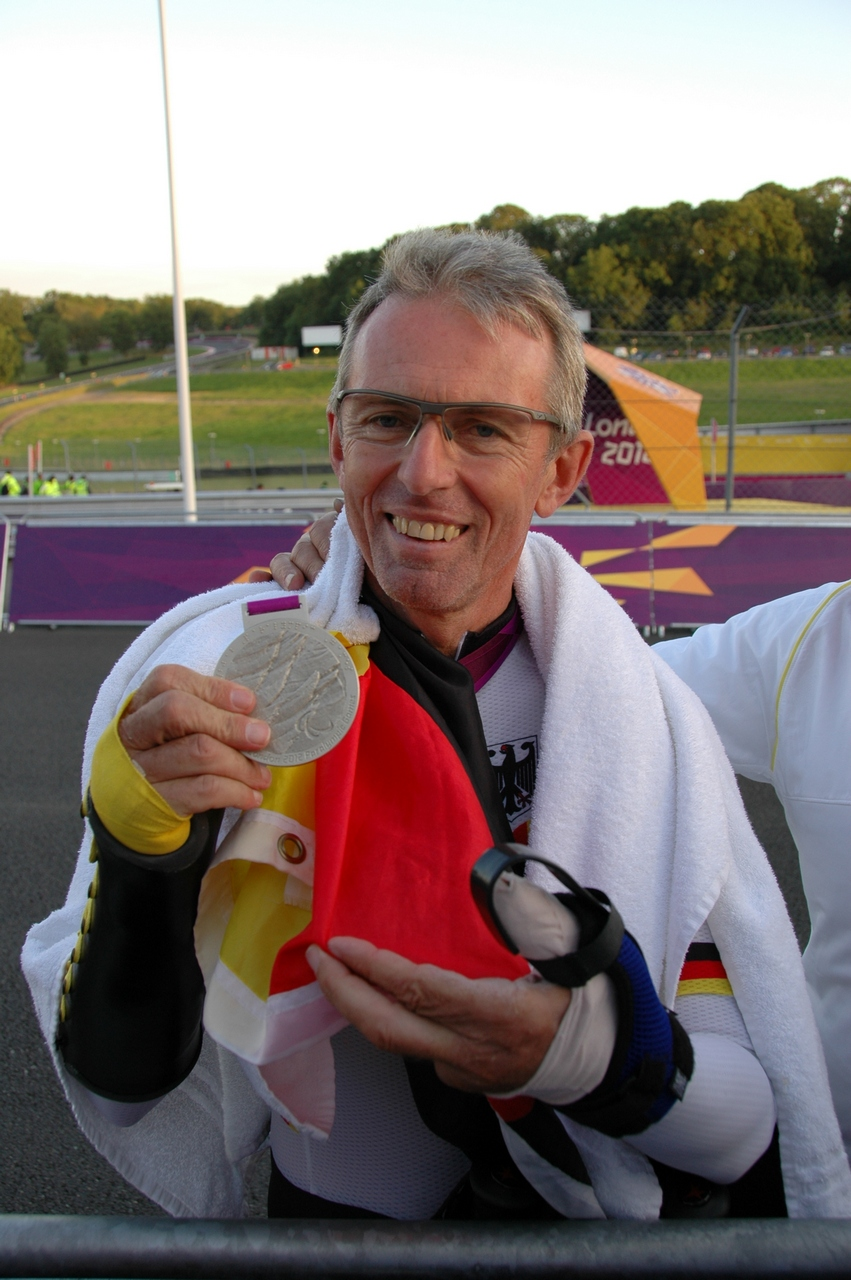
Gewinn der Silbermedaille London 2012

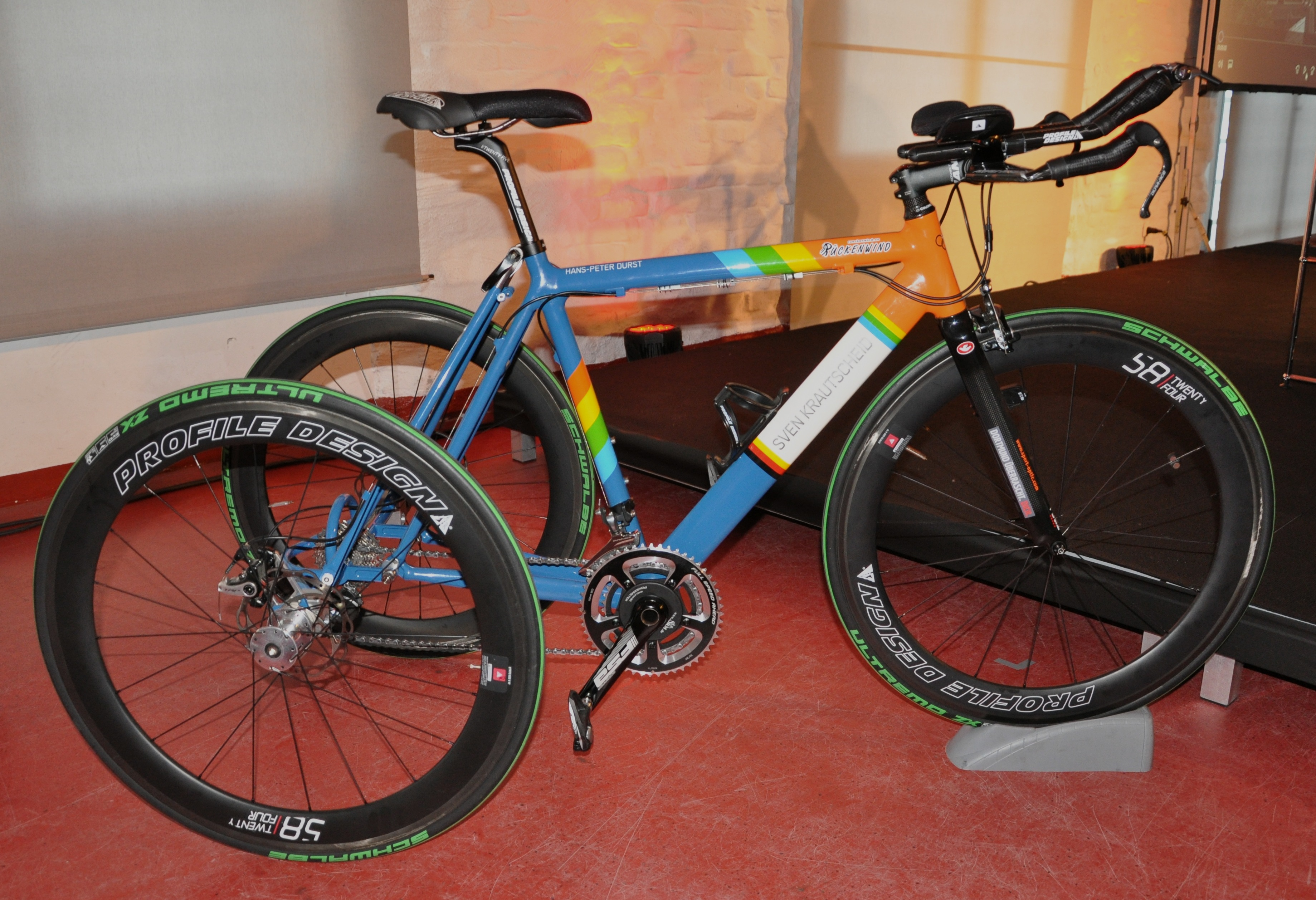
Dursts Renn-Dreirad für die Paralympics in Rio 2016

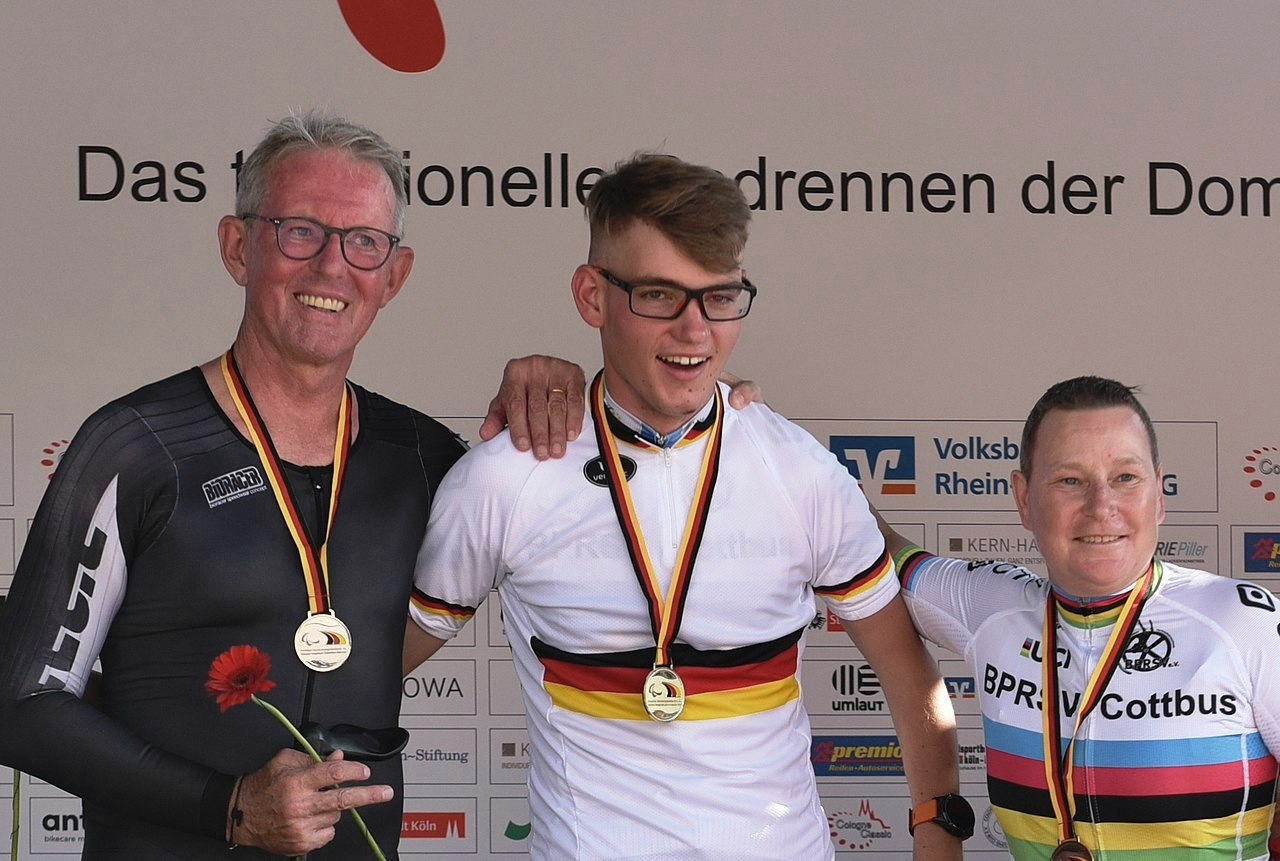
Zweiter Platz bei der deutschen Meisterschaft im Einzelzeitfahren 2022 (M.: Maximilian Jäger, r.: Angelika Dreock-Käser)

Hans-Peter Durst (* 24. Mai 1958 in Kaufbeuren) ist ein ehemaliger deutscher Paracycler, der in der Kategorie T2 (Dreirad) startete. Bei den Paralympics in Rio de Janeiro errang er zwei Goldmedaillen.

## Biographie
1994 hatte Hans-Peter Durst, zu der Zeit Geschäftsführer einer Brauerei in Chemnitz, einen Verkehrsunfall, durch den er seinen Gleichgewichtssinn verlor, sein Sehfeld beidäugig nach links eingeschränkt wurde. Zudem litt er anschließend unter einem verminderten Reaktionsvermögen, und ohne Hilfsmittel konnte er nicht mehr gehen. Ihm wurde empfohlen, mit dem Fahrradfahren auf einem Dreirad anzufangen. Nach der Teilnahme bei der Radrundfahrt der Ardey- und Radtouristik im Jahr 1999 entstand bei ihm der Wunsch nach einer leistungsorientierten Sportkarriere. Neben dem Laufen mit Lauf-Stöcken und dem Schwimmen war das Radfahren wesentlicher Bestandteil des Trainings. Durst ist verheiratet und hat zwei Kinder.

### Sportkarriere
Nach der Rehabilitation begann Durst mit dem Radfahren auf einem handelsüblichen Dreirad. Angeregt durch Freunde entstand der Wunsch, zusätzlich zu laufen. Dies gelang zuerst mittels Wanderstöcken, später mit Nordic-Walking-Stöcken. Durst hat seitdem zahlreiche Läufe und mehrere Marathonläufe absolviert. Zusätzlich startet er als Triathlet. Er errang mehrere deutsche Meistertitel. Seine Paradedisziplin war das Einzelzeitfahren auf dem Rad.
Durst fuhr ein speziell für ihn angefertigtes dreirädriges Fahrrad. Er wurde 2011, 2013, 2014, 2015, 2017 und 2019 Weltmeister im Einzelzeitfahren, gewann 2011 Bronze, 2013 Silber, 2014, 2015, 2016 und 2017 den Weltmeistertitel beim Straßenrennen. 2015, 2017 und 2018 entschied er die Gesamtwertung des Weltcups für sich.
Dursts Teilnahme bei den Paralympics 2012 in London wurde durch einen Unfall bei einer Trainingsfahrt am Dortmunder Phoenix-See gefährdet. Ein betrunkener Radfahrer kollidierte mit seinem Rad, und Durst erlitt bei dem Unfall drei Wochen vor Beginn der Paralympics erhebliche Verletzungen an beiden Händen und einen Trümmerbruch des linken Daumens, der operiert werden musste. Auch sein Rad wurde bei diesem Unfall schwer beschädigt. Erst am 30. August erhielt er von seinen Ärzten die Erlaubnis zur Teilnahme. Er startete im Einzelzeitfahren und errang nach einer 7,6 Kilometer langen Strecke die Silbermedaille.
Als ältester deutscher Teilnehmer der Sommer-Paralympics 2016 ging Durst in Rio de Janeiro im Einzelzeitfahren beim Paracycling der Klasse T2 an den Start und gewann die Goldmedaille. Dies, obwohl ihm auf der 15 Kilometer langen Strecke bereits nach 500 Metern der Sattel abbrach, und er die Strecke im Stehen mit losem Sattel fahren musste. Zwei Tage später gelang Hans-Peter Durst auch der Sieg im Straßenrennen. Mit zwei Goldmedaillen war er der erfolgreichste deutsche Radsportler in Rio.
Bei den UCI-Paracycling-Straßenweltmeisterschaften 2017 wurde Durst erneut Weltmeister in beiden Renndisziplinen. Im Jahr darauf konnte er bei den  UCI-Paracycling-Straßenweltmeisterschaften 2018 nicht antreten, da er kurz vor Start der Rennen einen epileptischen Anfall erlitt. In den folgenden Monaten hatte er mit weiteren gesundheitlichen Problemen zu kämpfen und konnte zu keinem Weltcup-Rennen antreten. Trotzdem wurde er für die UCI-Straßen-Weltmeisterschaften 2019 im niederländischen Emmen nominiert. Dort errang er Gold im Zeitfahren und Silber im Straßenrennen.
In der Folge qualifizierte sich Durst für einen Start bei den Sommer-Paralympics 2020 im August 2021 in Tokio. Im Mai des Jahres erklärte er, auf seinen dortigen Start zu verzichten und gab dafür drei Gründe an: die Auswirkungen der COVID-19-Pandemie auf die Gesundheit der Weltbevölkerung – mit der Durchführung der Spiele würden wichtige Ressourcen gebunden, die anderswo benötigt würden –, die Ablehnung von Seiten der Mehrheit der japanischen Bevölkerung sowie die Solidarität mit Freunden und Mitbürgern.
Im Juni 2022 bestritt Hans-Peter Durst im Rahmen des Cologne Classic seine letzten Rennen. Neben den zwei Goldmedaillen und der Silbermedaille bei Paralympischen Spielen errang er 20 Titel als deutscher Meister und neun Weltmeistertitel auf dem Dreirad. Er absolvierte einen Trainerschein beim Radsportverband NRW und will als Inklusionsbeauftragter der Stadt Dortmund und Botschafter für die Deutsche Gesetzliche Unfallversicherung aktiv bleiben.

## Ehrungen
2012 und 2016 erhielt Durst das Silberne Lorbeerblatt.
2011, 2012 und 2017 wurde Hans-Peter Durst zum Dortmunder Sportler des Jahres gewählt.
Im September 2017 übernahm der Dortmunder Oberbürgermeister Ullrich Sierau die Schirmherrschaft über Durst sportlichen Weg zu den Sommer-Paralympics 2020 in Tokio: „Hans-Peter Durst ist ein exzellenter sportlicher Botschafter unserer Stadt.“
Die Skulptur „Inklusion braucht Aktion“ erhielt Durst im Jahr 2017 für „Besondere Leistungen und Engagement für die Inklusion“.
Die Sportplakette NRW 2020 erhielt Hans-Peter Durst für das Jahr 2020 im September 2021.

## Erfolge

### Triathlon
- Deutscher Meister im Distanz Sprint 2009
- Deutscher Meister Distanz Super-Sprint 2010, 2011
- Deutscher Meister Mitteldistanz 2011

### Paracycling (T2)
2012
- Paralympics - Einzelzeitfahren
- - Straßenrennen, Einzelzeitfahren

2011
- Weltmeister - Einzelzeitfahren
- Deutscher Meister - Straßenrennen

2013
- Weltmeister - Einzelzeitfahren
- Weltmeister - Straßenrennen

2014
- Weltmeister - Straßenrennen, Einzelzeitfahren

2015
- Weltmeister - Straßenrennen, Einzelzeitfahren

2016
- Paralympics - Straßenrennen, Einzelzeitfahren

2017
- Weltmeister - Einzelzeitfahren, Straßenrennen
- Gewinn des Gesamt-Weltcups

2018
- Gewinn des Gesamt-Weltcups

2019
- Weltmeister - Einzelzeitfahren